# 能美賢次
能美 賢次（のうみ かたつぐ）は、戦国時代の武将。大内氏家臣。通称は四郎。能美仲次の子。

## 生涯
天文22年（1553年）3月7日、能美四郎は大内氏重臣・陶晴賢の加冠により元服。晴賢の偏諱を受けて賢次を名乗った。

### 中渡島を攻める
元服から遡ること7年前の天文15年（1546年）8月15日、能美四郎は冷泉隆豊が指揮する大内水軍の将の一人として伊予国越智郡中途島（現・愛媛県今治市中渡島）で戦った。相手は大内氏と敵対する能島村上氏の村上義益だったと考えられる。この合戦で郎従の渋屋小次郎が右股に矢傷を受け、四郎は大内氏から感状を得ている。